# Bieriozowka 2-ja (obwód tambowski)
Bieriozowka 2-ja (ros. Берёзовка 2-я) – wieś (dieriewnia) w Rosji, w obwodzie tambowskim, w rejonie muczkapskim. W 2021 liczyła 57 mieszkańców.